# Aeolesthes sarta
Aeolesthes sarta es una especie de escarabajo del género Aeolesthes, tribu Cerambycini, familia Cerambycidae. Fue descrita científicamente por Solsky en 1871.
Se distribuye por Turkmenistán, Tayikistán, India y Uzbekistán. La especie se mantiene activa durante el mes de mayo.